# Kębłowo (gromada)
Kębłowo – dawna gromada, czyli najmniejsza jednostka podziału terytorialnego Polskiej Rzeczypospolitej Ludowej w latach 1954–1972.
Gromady, z gromadzkimi radami narodowymi (GRN) jako organami władzy najniższego stopnia na wsi, funkcjonowały od reformy reorganizującej administrację wiejską przeprowadzonej jesienią 1954 do momentu ich zniesienia z dniem 1 stycznia 1973, tym samym wypierając organizację gminną w latach 1954–1972.
Gromadę Kębłowo z siedzibą GRN w Kębłowie utworzono – jako jedną z 8759 gromad na obszarze Polski – w powiecie wolsztyńskim w woj. poznańskim, na mocy uchwały nr 41/54 WRN w Poznaniu z dnia 5 października 1954. W skład jednostki weszły obszary dotychczasowych gromad Kębłowo, Stradyń i Wroniawy ze zniesionej gminy Wolsztyn w tymże powiecie. Dla gromady ustalono 23 członków gromadzkiej rady narodowej.
31 grudnia 1971 do gromady Kębłowo włączono obszar zniesionej gromady Świętno oraz miejscowości Widzim Nowy i Widzim Stary ze zniesionej gromady Widzim Stary w tymże powiecie.
Gromada przetrwała do końca 1972 roku, czyli do kolejnej reformy gminnej.